# Shottery
Shottery – wieś w Stratford-upon-Avon, w dystrykcie Stratford-on-Avon, w hrabstwie Warwickshire, Anglii. Leży 14 km na południowy zachód od miasta Warwick i 133 km na północny zachód od Londynu.